# Heterogomphus inarmatus
Heterogomphus inarmatus är en skalbaggsart som beskrevs av Ohaus 1910. Heterogomphus inarmatus ingår i släktet Heterogomphus och familjen Dynastidae. Utöver nominatformen finns också underarten H. i. ochoai.